# هیئت دولت‌های جمهوری اسلامی ایران
کابینهٔ ایران دارای نوزده وزارتخانه می‌باشد که از طریق معرفی رئیس‌جمهور به مجلس شورای اسلامی و رای اعتماد وزیر مورد نظر توسط نمایندگان مجلس، تشکیل می‌شود.
از پیروزی انقلاب ۱۳۵۷ تا کنون کابینه‌های زیر تشکیل شده‌اند:
- دولت موقت به ریاست مهدی بازرگان (۱۵ بهمن ۱۳۵۷ – ۱۵ آبان ۱۳۵۸)
- دولت موقت شورای انقلاب به ریاست سید محمد بهشتی (۱۵ آبان ۱۳۵۸ – ۱۸ بهمن ۱۳۵۸) و ابوالحسن بنی‌صدر (۱۸ بهمن ۱۳۵۸ – ۲۰ مرداد ۱۳۵۹)
- دولت نخست به ریاست ابوالحسن بنی‌صدر و نخست‌وزیری محمدعلی رجایی (۲۰ مرداد ۱۳۵۹ –۱۴  مرداد ۱۳۶۰)
- دولت دوم به ریاست محمدعلی رجایی و نخست‌وزیری محمدجواد باهنر (۱۴ مرداد ۱۳۶۰ – ۱۱ شهریور ۱۳۶۰)
- دولت موقت به ریاست محمدرضا مهدوی کنی (۱۱ شهریور ۱۳۶۰ – ۷ آبان ۱۳۶۰)
- دولت سوم به ریاست سید علی خامنه‌ای و نخست‌وزیری میرحسین موسوی (۷ آبان ۱۳۶۰ – 	۲۱ مهر ۱۳۶۴)
- دولت چهارم به ریاست سید علی خامنه‌ای و نخست‌وزیری میرحسین موسوی (	۲۱ مهر ۱۳۶۴ – ۲۵ مرداد ۱۳۶۸)
- دولت پنجم به ریاست اکبر هاشمی رفسنجانی (۲۵ مرداد ۱۳۶۸ – ۱۲ مرداد ۱۳۷۲)
- دولت ششم به ریاست اکبر هاشمی رفسنجانی (۱۲ مرداد ۱۳۷۲ – ۱۲ مرداد ۱۳۷۶)
- دولت هفتم به ریاست سید محمد خاتمی (۱۲ مرداد ۱۳۷۶ – ۱۲ مرداد ۱۳۸۰)
- دولت هشتم به ریاست سید محمد خاتمی (۱۲ مرداد ۱۳۸۰ – ۱۲ مرداد ۱۳۸۴)
- دولت نهم به ریاست محمود احمدی‌نژاد (۱۲ مرداد ۱۳۸۴ – ۱۲ مرداد ۱۳۸۸)
- دولت دهم به ریاست محمود احمدی‌نژاد (۱۲ مرداد ۱۳۸۸ – ۱۲ مرداد ۱۳۹۲)
- دولت یازدهم به ریاست حسن روحانی (۱۲ مرداد ۱۳۹۲ – ۱۲ مرداد ۱۳۹۶)
- دولت دوازدهم به ریاست حسن روحانی (۱۲ مرداد ۱۳۹۶ – ۱۲ مرداد ۱۴۰۰)
- دولت سیزدهم به ریاست سید ابراهیم رئیسی (۱۲ مرداد ۱۴۰۰ – ۳۰ اردیبهشت ۱۴۰۳) و محمد مخبر (سرپرست) (۳۱ اردیبهشت ۱۴۰۳ – ۷ مرداد ۱۴۰۳)
- دولت چهاردهم به ریاست مسعود پزشکیان (۷ مرداد ۱۴۰۳ – اکنون)

### دولت موقت بازرگان و شورای انقلاب
کابینه دولت موقت مهدی بازرگان با پیشنهاد نامبرده و تأیید روح‌الله خمینی تشکیل شد. پس از استعفای مهدی بازرگان، کابینه شورای انقلاب به ریاست سید محمد بهشتی، از آبان ۱۳۵۸ تا بهمن ۱۳۵۸ و سپس به ریاست ابوالحسن بنی‌صدر، از بهمن ۱۳۵۸ تا مرداد ۱۳۵۹ تشکیل شد.

### دولت رجایی و باهنر
با آغاز ریاست جمهوری ابوالحسن بنی صدر، وی محمد علی رجایی را به عنوان نخست‌وزیر منصوب کرد. کابینه رجایی اولین کابینه رسمی ریاست جمهوری در جمهوری اسلامی ایران بود. پس از برکناری ابوالحسن بنی صدر، و پیروزی محمد علی رجایی در انتخابات وی محمد جواد باهنر را به عنوان نخست‌وزیر منصوب نمود. کابینه باهنر که ۲۸ روز بیشتر دوام نیاورد، دومین و کوتاه‌ترین کابینه رسمی ریاست جمهوری در جمهوری اسلامی ایران بود.

### دولت موقت مهدوی کنی
پس از ترور محمد علی رجایی و محمد جواد باهنر، با حکم روح‌الله خمینی، محمدرضا مهدوی کنی به عنوان نخست‌وزیر دولت موقت با مشورت عباس لطفیان سرگزی (از مشاوران رجایی و باهنر) مسئول تشکیل کابینه شد.

### دولت اول و دوم خامنه‌ای
سومین رئیس‌جمهور ایران، سید علی خامنه‌ای بود که میرحسین موسوی را به عنوان نخست‌وزیر به مجلس معرفی کرد. موسوی نیز به سرعت کابینه دولت سوم جمهوری اسلامی را تشکیل داد. در انتخابات دولت چهارم نیز سید علی خامنه‌ای پیروز شد و بار دیگر، میرحسین موسوی را به عنوان نخست‌وزیر به مجلس معرفی نمود و موسوی نیز کابینه دولت چهارم را تشکیل داد.

### دولت اول و دوم هاشمی رفسنجانی
چهارمین رئیس‌جمهور ایران اکبر هاشمی رفسنجانی بود. وقتی هاشمی به ریاست جمهوری رسید به دنبال بازنگری قانون اساسی، پست نخست‌وزیر حذف شده و رئیس‌جمهور مسئول تشکیل کابینه شد.

### دولت اول و دوم خاتمی
پنجمین رئیس‌جمهور ایران سید محمد خاتمی بود، به دلیل گرایش سیاسی خاتمی و گفتمان پیروز در انتخابات، دولت هفتم و هشتم، دولت اصلاحات نام گرفت.

### دولت اول و دوم احمدی‌نژاد
ششمین رئیس‌جمهور ایران محمود احمدی‌نژاد بود. کابینه اول و دوم احمدی‌نژاد بیشترین عزل و نصب‌ها را در تاریخ دولت‌های ایران به خود دید. با آغاز کار دولت دهم، محمود احمدی‌نژاد برای نخستین بار در تاریخ جمهوری اسلامی ایران ۳ زن را برای تصدی مقام وزارت به مجلس معرفی کرد که فقط یکی از آن‌ها (وزیر بهداشت) موفق به اخذ رای اعتماد شد. بررسی رأی اعتماد وزیران پیشنهادی کابینهٔ دوم وی، از روز یک‌شنبه ۸ شهریور ۱۳۸۸ در مجلس آغاز شد. مجلس با دادن رای اعتماد به ۱۵ وزیر و عدم رای اعتماد به ۳ وزیر رسماً کار خود را آغاز کرد.

### دولت اول و دوم روحانی
هفتمین رئیس‌جمهور ایران حسن روحانی بود. با آغاز کار دولت یازدهم، روحانی بلافاصله در مراسم تحلیف وزیران پیشنهادی را به مجلس معرفی کرد و مجلس به ۱۵ وزیر رأی اعتماد و به ۳ وزیر رأی عدم اعتماد داد. روحانی سپس سرپرست وزارتخانه‌های بی وزیر را مشخص کرد و سایر اعضای کابینه را نیز منصوب نمود.

### دولت رئیسی
هشتمین رئیس‌جمهور ایران سید ابراهیم رئیسی بود. با آغاز کار دولت سیزدهم، رئیسی، یک هفته پس از مراسم تحلیف، وزیران پیشنهادی را به مجلس معرفی کرد و مجلس، به ۱۸ وزیر رأی اعتماد داد و تنها حسین باغگلی، وزیر پیشنهادی آموزش و پرورش، نتوانست رأی اعتماد بگیرد. پس از سانحه به‌وجود آمده برای ابراهیم رئیسی، تا پایان دولت سیزدهم محمد مخبر سرپرست ریاست جمهوری بود.

### دولت پزشکیان
نهمین رئیس‌جمهور ایران مسعود پزشکیان است. با آغاز کار دولت چهاردهم، پزشکیان ظرف دو هفته پس از مراسم تحلیف، باید وزیران پیشنهادی را به مجلس معرفی کند.

## فهرست وزیران[۱]
| نام وزارتخانه                            | دولت موقت بازرگان        | دولت موقت شورای انقلاب                     | دولت اول        | دولت دوم      | دولت موقت مهدوی کنی | دولت سوم               | دولت چهارم          | دولت پنجم      | دولت ششم          | دولت هفتم                 | دولت هشتم               | دولت نهم                        | دولت دهم                     | دولت یازدهم            | دولت دوازدهم                      | دولت سیزدهم                   | دولت چهاردهم     |
| ---------------------------------------- | ------------------------ | ------------------------------------------ | --------------- | ------------- | ------------------- | ---------------------- | ------------------- | -------------- | ----------------- | ------------------------- | ----------------------- | ------------------------------- | ---------------------------- | ---------------------- | --------------------------------- | ----------------------------- | ---------------- |
| رئیس دولت                                | بازرگان                  | شورای انقلاب                               | رجایی           | باهنر         | مهدوی کنی           | موسوی                  | موسوی               | هاشمی رفسنجانی | هاشمی رفسنجانی    | خاتمی                     | خاتمی                   | احمدی‌نژاد                       | احمدی‌نژاد                    | روحانی                 | روحانی                            | رئیسی مخبر (سرپرست)           | پزشکیان          |
| وزارت آموزش و پرورش                      | شکوهی                    | رجایی                                      | باهنر           | پرورش         | پرورش               | پرورش اکرمی            | اکرمی نجفی          | نجفی           | نجفی              | مظفر                      | حاجی                    | فرشیدی علی احمدی                | حاجی بابایی                  | فانی احمدی دانش‌آشتیانی | بطحایی حاجی میرزایی               | نوری (یوسف) صحرایی            | کاظمی (علیرضا)   |
| وزارت فرهنگ و ارشاد اسلامی               | میناچی                   | میناچی                                     | دوزدوزانی       | معادیخواه     | معادیخواه           | معادیخواه خاتمی        | خاتمی               | خاتمی لاریجانی | لاریجانی میر سلیم | مهاجرانی مسجد جامعی       | مسجد جامعی              | صفار هرندی                      | حسینی (سید محمد)             | جنتی صالحی امیری       | صالحی (سید عباس)                  | اسماعیلی                      | صالحی (سید عباس) |
| وزارت اطلاعات                            | -                        | -                                          | -               | -             | -                   | محمدی ری‌شهری           | محمدی ری‌شهری        | فلاحیان        | فلاحیان           | دری نجف‌آبادی یونسی        | یونسی                   | محسنی اژه‌ای                     | مصلحی                        | علوی                   | علوی                              | خطیب                          | خطیب             |
| وزارت امور اقتصادی و دارایی              | اردلان                   | بنی‌صدر                                     | نمازی           | نمازی         | نمازی               | نمازی                  | ایروانی             | نوربخش         | محمدخان           | نمازی                     | مظاهری حسینی (سید صفدر) | دانش جعفری حسینی (سید شمس‌الدین) | حسینی (سید شمس‌الدین)         | طیب نیا                | کرباسیان دژپسند                   | خاندوزی                       | همتی مدنی‌زاده    |
| وزارت امور حارجه                         | سنجابی یزدی              | قطب زاده                                   | موسوی           | موسوی         | موسوی               | موسوی ولایتی           | ولایتی              | ولایتی         | ولایتی            | خرازی                     | خرازی                   | متکی                            | متکی صالحی (علی اکبر)        | ظریف                   | ظریف                              | امیرعبداللهیان باقری (سرپرست) | عراقچی           |
| وزارت بازرگانی                           | صدر                      | صدر                                        | کاظم‌پور اردبیلی | عسگراولادی    | عسگراولادی          | عسگراولادی عابدی جعفری | عابدی جعفری         | وهاجی          | آل‌اسحاق           | شریعتمداری (محمد)         | شریعتمداری (محمد)       | میرکاظمی                        | غضنفری                       | -                      | -                                 | -                             | -                |
| وزارت بهداشت، درمان، و آموزش پزشکی       | سامی                     | زرگر                                       | منافی           | منافی         | منافی               | منافی مرندی            | مرندی               | فاضل ملک‌زاده   | مرندی             | فرهادی                    | پزشکیان                 | باقری لنکرانی                   | وحید دستجردی طریقت منفرد     | قاضی زاده هاشمی        | قاضی زاده هاشمی نمکی              | عین‌اللهی                      | ظفرقندی          |
| وزارت پست، تلگراف و تلفن                 | اسلامی (محمدحسن)         | قندی                                       | قندی            | نبوی (مرتضی)  | نبوی (مرتضی)        | نبوی (مرتضی)           | غرضی                | غرضی           | غرضی              | عارف معتمدی               | معتمدی                  | سلیمانی                         | تقی پور نامی                 | واعظی                  | آذری جهرمی                        | زارع‌پور                       | هاشمی (سید ستار) |
| وزارت تعاون                              | -                        | -                                          | -               | -             | -                   | -                      | -                   | شافعی          | شافعی             | حاجی                      | صوفی                    | ناظمی اردکانی عباسی (محمد)      | عباسی (محمد)                 | -                      | -                                 | -                             | -                |
| وزارت جهاد سازندگی                       | -                        | -                                          | -               | -             | -                   | نامدار زنگنه           | نامدار زنگنه فروزش  | فروزش          | فروزش             | سعیدی کیا حجتی            | -                       | -                               | -                            | -                      | -                                 | -                             | -                |
| وزارت دادگستری                           | مبشری صدرحاج سیدجوادی    | شورایی زیر نظر بهشتی                       | احدی اصغری      | اصغری         | اصغری               | اصغری حبیبی            | حبیبی               | شوشتری         | شوشتری            | شوشتری                    | شوشتری                  | کریمی راد الهام                 | بختیاری                      | پورمحمدی               | آوایی                             | رحیمی                         | رحیمی            |
| وزارت دفاع و پشتیبانی نیروهای مسلح       | مدنی ریاحی چمران         | چمران                                      | فکوری           | نامجو (موسی)  | نامجو (موسی)        | سلیمی                  | جلالی               | ترکان          | فروزنده           | شمخانی                    | شمخانی                  | محمدنجار                        | وحیدی                        | دهقان                  | حاتمی                             | قرایی آشتیانی                 | نصیرزاده         |
| وزارت راه و ترابری                       | طاهری قزوینی             | طاهری قزوینی کلانتری (موسی)                | کلانتری (موسی)  | امری (سرپرست) | نژادحسینیان         | نژادحسینیان            | سعیدی‌کیا            | سعیدی‌کیا       | ترکان             | حجتی دادمان               | خرم رحمتی               | رحمتی بهبهانی                   | بهبهانی نیکزاد               | آخوندی                 | آخوندی اسلامی (محمد)              | قاسمی بذرپاش                  | صادق مالواجرد    |
| وزارت رفاه و تأمین اجتماعی               | -                        | -                                          | -               | -             | -                   | -                      | -                   | -              | -                 | -                         | شریف زادگان             | کاظمی (پرویز) مصری              | محصولی                       | -                      | -                                 | -                             | -                |
| وزارت صنایع و معادن                      | احمدزاده                 | احمدزاده                                   | نعمت‌زاده        | هاشمی‌طبا      | هاشمی‌طبا            | هاشمی‌طبا شافعی         | شافعی               | نعمت‌زاده       | نعمت‌زاده          | شافعی جهانگیری            | جهانگیری                | طهماسبی محرابیان                | محرابیان غضنفری              | نعمت‌زاده               | شریعتمداری (محمد) رحمانی رزم‌حسینی | فاطمی امین علی‌آبادی           | اتابک            |
| وزارت صنایع سنگین                        | -                        | -                                          | -               | -             | -                   | نبوی (بهزاد)           | نبوی (بهزاد)        | نژادحسینیان    | نژادحسینیان       | -                         | -                       | -                               | -                            | -                      | -                                 | -                             | -                |
| وزارت فرهنگ و آموزش عالی                 | شریعتمداری (علی) حبیبی   | حبیبی                                      | عارفی           | نجفی          | نجفی                | نجفی فاضل              | فرهادی              | معین           | هاشمی گلپایگانی   | معین                      | معین توفیقی             | زاهدی                           | دانشجو                       | فرجی‌دانا فرهادی        | غلامی                             | زلفی‌گل                        | سیمایی صراف      |
| وزارت کار و امور اجتماعی                 | فروهر اسپهبدی            | نعمت‌زاده                                   | میرمحمد صادقی   | میرمحمد صادقی | میرمحمد صادقی       | توکلی سرحدی‌زاده        | سرحدی‌زاده           | کمالی          | کمالی             | کمالی                     | حسینی (سید صفدر) خالقی  | جهرمی                           | شیخ الاسلامی عباسی (اسدالله) | ربیعی                  | ربیعی شریعتمداری (محمد)           | عبدالملکی مرتضوی              | میدری            |
| وزارت جهاد کشاورزی                       | ایزدی                    | شیبانی                                     | سلامتی          | سلامتی        | سلامتی              | سلامتی زالی            | زالی کلانتری (عیسی) | کلانتری (عیسی) | کلانتری (عیسی)    | کلانتری (عیسی) حجتی       | حجتی                    | اسکندری                         | خلیلیان                      | حجتی                   | حجتی خاوازی                       | ساداتی‌نژاد نیکبخت             | نوری قزلجه       |
| وزارت کشور                               | صدرحاج سید جوادی صباغیان | هاشمی رفسنجانی (سرپرست) مهدوی کنی (سرپرست) | مهدوی کنی       | مهدوی کنی     | نیک‌روش              | نیک‌روش ناطق نوری       | محتشمی پور          | نوری (عبدالله) | بشارتی            | نوری (عبدالله) موسوی لاری | موسوی لاری              | پورمحمدی کردان محصولی           | محمدنجار                     | رحمانی فضلی            | رحمانی فضلی                       | وحیدی                         | مومنی            |
| وزارت مسکن و شهرسازی                     | کتیرایی                  | یحیوی                                      | گنابادی         | گنابادی       | گنابادی             | گنابادی کازرونی        | کازرونی             | کازرونی        | آخوندی            | عبدالعلی‌زاده              | عبدالعلی‌زاده            | سعیدی کیا                       | نیکزاد                       | -                      | -                                 | -                             | -                |
| وزارت معادن و فلزات                      | -                        | -                                          | -               | -             | -                   | موسویانی نیلی          | آیت‌اللهی            | محلوجی         | محلوجی            | جهانگیری                  | -                       | -                               | -                            | -                      | -                                 | -                             | -                |
| وزارت میراث فرهنگی، گردشگری و صنایع دستی | -                        | -                                          | -               | -             | -                   | -                      | -                   | -              | -                 | -                         | -                       | -                               | -                            | -                      | مونسان                            | ضرغامی                        | صالحی امیری      |
| وزارت نفت                                | معین فر                  | معین فر                                    | تندگویان        | غرضی          | غرضی                | غرضی                   | آقازاده             | آقازاده        | آقازاده           | نامدار زنگنه              | نامدار زنگنه            | وزیری هامانه نوذری              | میرکاظمی قاسمی               | نامدار زنگنه           | نامدار زنگنه                      | اوجی                          | پاک‌نژاد          |
| وزارت نیرو                               | تاج                      | عباسپور                                    | عباسپور         | غفوری فرد     | غفوری فرد           | غفوری فرد              | بانکی نامدار زنگنه  | نامدار زنگنه   | نامدار زنگنه      | بیطرف                     | بیطرف                   | فتاح                            | نامجو (مجید)                 | چیت چیان               | اردکانیان                         | محرابیان                      | علی آبادی        |
| وزارت ورزش و جوانان                      | -                        | -                                          | -               | -             | -                   | -                      | -                   | -              | -                 | -                         | -                       | -                               | عباسی (محمد)                 | گودرزی سلطانی فر       | سلطانی فر                         | سجادی هاشمی (کیومرث)          | دنیامالی         |